# 2010年孟加拉示威
2010年孟加拉示威是孟加拉國自6月19日以來各地服裝工人的示威和罷工浪潮，數百名工人走上街頭，在阿舒利亞舉行為期八天的罷工，以抗議工資和薪金過低。示威持續11天，示威者砸碎窗戶和燃燒輪胎。7月30日，街上再次發生暴力示威，數千人抗議薪金過低。騷亂和示威共15,000人參與，他們主要遭毆打和逮捕，其中包括10名兒童。8月16日，示威者再次遊行並舉行集會，抗議工人的工資過低，共21人被捕。在達卡，示威者與保安部隊發生衝突。